# Leonid Gajdaj
Leonid Iovič Gajdaj (in russo Леонид Иович Гайдай?; Svobodnyj, 30 gennaio 1923 – Mosca, 19 novembre 1993) è stato un regista, sceneggiatore e attore sovietico.

## Filmografia parziale (regista)

### Cinema
- Dolgij put' (1956)
- Ženich s togo sveta (1958)
- Triždy voskresšij (1960)
- Soveršenno ser'ёzno (1960)
- Delovye ljudi (1962)
- Operazione Y e altre avventure di Šurik (1965)
- Una vergine da rubare (1966)
- Crociera di lusso per un matto (1968)
- 12 stul'ev (1971)
- Ivan Vasil'evič menjaet professiju (1973)
- Ne možet byt' (1975)
- Inkognito iz Peterburga (1977)
- Sportloto-82 (1982)
- Opasno dlja žizni! (1985)
- Na Deribasovskoj chorošaja pogoda, Ili na Brajton-Bič opjat' idut doždi (1992)